# Chrennikows Sieben
Chrennikows Sieben (russisch Хренниковская семёрка Chrennikowskaja semjorka) war eine Gruppe sowjetischer Komponisten, die während des 6. Kongresses des Komponistenverbandes der Sowjetunion im November 1979 von dessen Generalsekretär Tichon Chrennikow scharf kritisiert wurde.
Als Vorwand dieses Angriffs wurde die Einbeziehung von Werken dieser Komponisten in die Programme der Musikfestivals in Köln und Venedig ohne vorherige Zustimmung des Vorstands des Komponistenverbandes benutzt. Chrennikow bezeichnete diese Werke als „bar jedes musikalischen Gedankens, im Strom irrer Geräusche und Gekreische versunken, voll von Gebrabbel“. Diese Anklage erinnerte an eine andere Rede Chrennikows auf dem 1. Kongress des Komponistenverbandes im Jahre 1948, in der er die Werke von Prokofjew, Schostakowitsch und Mjaskowski angegriffen hat.
Die Rede Chrennikows war gegen folgende Komponisten gerichtet:
1. Jelena Firsowa (Елена Фирсова)
2. Dmitri Smirnow (Дмитрий Смирнов)
3. Alexander Knaifel (Александр Кнайфель)
4. Viktor Suslin (Виктор Суслин)
5. Wjatscheslaw Artjomow (Вячеслав Артёмов)
6. Sofia Gubaidulina (София Губайдулина)
7. Edisson Denissow (Эдисон Денисов).

Diese Komponisten tauchten danach in einer „schwarzen Liste“ auf, die in den folgenden Jahren einer der Gründe für die Erschwerung der öffentlichen Ausführung und Veröffentlichung ihrer Werke in der Sowjetunion war. In den letzten Jahren der Sowjetunion und kurz nach ihrem Zusammenbruch verließen vier Mitglieder dieser Gruppe, Firsowa, Smirnow, Suslin und Gubaidulina, ihr Land und siedelten nach Westeuropa über; Firsowa und Smirnow gingen 1991 nach England, Gubaidulina folgte im Jahr darauf Suslin, der bereits 1981 die UdSSR verlassen hatte, nach Deutschland. Denissow, nach einem Verkehrsunfall schwer erkrankt, kam 1994 nach Paris, wo er 1996 starb.
Während der Komponist Smirnow von einer „schwarzen Liste“ spricht, belegt eine musikhistorische Untersuchung, dass die Rede Chrennikows keineswegs zu einem Konzertboykott geführt hat. Alle sieben Komponisten wurden bei Konzerten in der Sowjetunion weiterhin aufgeführt. Die Bezeichnung „Chrennikows Sieben“ wurde eher im Westen genutzt, um zu Zeiten des Kalten Krieges die Interpretationshoheit über die sowjetische Kunst zu erlangen und Konzerte und Notenausgaben zu bewerben.